# Pipistrellini
Pipistrellini es una tribu de murciélagos, incluida en la familia Vespertilionidae y comprende los siguientes géneros.

## Géneros
- Género - Glischropus, Dobson, (1875).

- - Nyctalus, Bowditch, (1825).
- - Pipistrellus, Kaup, (1829).

- Subgénero - Pipistrellus (Pipistrellus), Kaup, (1829).
- Subgénero - Pipistrellus (Perimyotis), Menu, (1984).

- - Scotozous, Dobson, (1875).